# Slaviša Jokanović
Slaviša Jokanović - em sérvio, Славиша Јокановић (Novi Sad, 16 de agosto de 1968) - é um ex-futebolista profissional sérvio, médio-defensivo, atualmente é treinador.

## Carreira
Slaviša Jokanović integrou a Seleção Iugoslava de Futebol na Eurocopa de 2000.

## Treinador

### Fulham
Desde 2015, Jokanovic assumiu o Fulham, e após três temporada o sérvio conseguiu o acesso a Premier League, na temporada 2017-2018 para o clube do Craven Cottage.

## Títulos
Fulham
- EFL Championship play-offs: 2017–18[1]